# Ampud II
Ampud II, anche riportato nella forma Ampod (in latino Ampudinus; ... – dopo il 1199), fu un aristocratico vissuto nel regno d'Ungheria alla fine del XII secolo che ricoprì la carica di ispán del comitato di Szolnok nel 1199.

## Biografia
Ampud discendeva da un'influente famiglia nobiliare che possedeva dei feudi in Slavonia, lungo il fiume Drava. Suo padre omonimo era Ampud, un illustre comandante militare attivo tra 1160 e 1180. Ampud II fu ispán del comitato di Szolnok nel 1199, durante il regno di Emerico d'Ungheria. Succeduto a Pietro, figlio di Töre, in questa carica, Ampud fu sostituito come ispán da Tiburzio Rosd sempre in quell'anno.
È plausibile che Ampud e sua moglie appartenessero al seguito del duca Andrea in Croazia e Dalmazia, che governava la provincia al di là del fiume Drava come un sovrano de facto e si ribellò costantemente al fratello maggiore Emerico per tutto il regno di quest'ultimo nell'ambito della cosiddetta guerra dei fratelli. Ampud morì o perse influenza dopo che il monarca surclassò l'esercito di Andrea presso il lago Balaton nell'estate del 1199.

## Discendenza
Ampud sposò una figlia non identificata del conte Bertoldo I d'Istria poco prima del 1186 e il matrimonio è testimoniato unicamente da una lettera realizzata da Bertoldo e destinata a Ruperto von Neuburg-Falkenstein, abate di Tegernsee in un'epoca sconosciuta, affinché «inviasse uno dei suoi cavalli a sua figlia, che è già stata sposata con il figlio del ‘'dux’' Ompudinus [Ampud I], e all'occasione lo pagasse». Poiché Ruperto morì nel 1186, lo scambio epistolare avvenne certamente prima di quest'anno. In virtù questo matrimonio, Ampud acquisì un legame parentale illustre. La moglie del duca Andrea, Gertrude di Merania, era la nipote del coniuge ignoto di Ampud.
Ampud e sua moglie ebbero tre figli. Il maggiore Dionigi, fu uno dei più importanti cortigiani di Andrea II d'Ungheria e fu il promotore della sua politica economica negli anni 1210-1220. Il secondogenito Michele si strinse al gruppo di aristocratici vicino al duca Béla negli anni Venti del XII secolo, mentre Lorenzo, che deteneva ispanati nel comitato di Zagabria e Slavonia intorno allo stesso periodo, al servizio del duca Colomanno.